# HD 97244
HD 97244，又名BD+15 2301，SAO 99492、HR 4341，是一颗恒星，视星等为6.3，位于銀經236.63，銀緯63.53，其B1900.0坐标为赤經11h 6m 29.1s，赤緯+14° 63.53′ 37″。